# Dorothy Dixer
En Australie, dans le domaine politique, le terme de « Dorothy Dixer » désigne une question adressée au ministre par un député de son propre camp, durant la séance des questions au gouvernement.
Le terme est précisément utilisé pour désigner la première question adressée au ministre, qui lui permet d'amorcer son discours. La question est d'ailleurs, en général, rédigée par le ministre lui-même ou par son équipe, celle-ci ne revêtant qu'un but purement formel.
L'origine du terme se trouve en la personne de Dorothy Dix, une journaliste et éditorialiste américaine connue pour écrire les propres questions auxquelles elle répondait.